# John Stuart, 3.º Conde de Bute
John Stuart, 3.° Conde de Bute KG PC (Edimburgo, 25 de maio de 1713 – Londres, 10 de março de 1792), chamado de Lorde Mount Stuart até 1723, foi um político escocês que foi Primeiro-Ministro da Grã-Bretanha de 1762 a 1763 durante o reinado de Jorge III, sendo provavelmente o último importante favorito real na política. Ele foi o primeiro primeiro-ministro escocês desde o Tratado de União de 1707.[carece de fontes?]